# Fundação Educadora de Comunicação
A Fundação Educadora de Comunicação (FEC) é um grupo de mídia regional que atua no norte do Brasil, mais especificamente no Pará. Conta com um portal de Internet, um emissora local de televisão, em operação para o mercado católico, três emissoras de rádio sendo que uma é só para o intuito informativo escolar.

## História
A Fundação Educadora de Comunicação é constituída por duas rádios, a Rádio Educadora (1390) e Educadora FM (106,7), uma emissora de TV a  TV Educadora (canal 30) e um site.
A história da fundação iniciou em 1939 quando o sonhador Dom Eliseu Maria Corolli fundou a REB (Rádio Educadora de Bragança), com o objetivo de promover para o povo bragantino uma programação que enaltecesse a educação, cultura, esporte e evangelização, criando na região a cultura do rádio.
Em 1939, a Rádio Educadora é inaugurada em Bragança de forma experimental sendo na época a primeira rádio da região. O primeiro radialista da Educadora foi o Bispo D. Miguel Maria Giambelli. A programação entrava no ar as 5:30 e se estendia até as 13:00, saia do ar e voltava as atividades as 16 horas permanecendo até o encerramento as 23 horas. 
Menos de 24 horas após a sua inauguração, a Rádio Educadora realizou a sua primeira transmissão externa, no dia 12 de fevereiro de 1939, aonde transmitiu o Círio de Nossa Senhora de Nazaré, o que vem fazendo até hoje. A transmissão recebeu aplausos do povo e da direção da emissora. Nos seus primeiros meses de atividades, foram lançados programas como: Desperta Bragança, com Osvaldo Silveira, noticiários de hora em hora, seleção de músicas e a noite as orientações do SERB (Sistema radiofônico de Bragança), destinadas às comunidades do interior.
Em 12 de fevereiro de 1939, a Rádio Educadora se mudou para um prédio localizado na Avenida Nazeazeno Ferreira. Em 22 de abril de 1941, se mudou para a Rua 13 de Maio, em frente a Praça da Bandeira. 

Sede da Fundação Educadora de Comunicação

Apesar de toda a tradicionalidade que envolve o rádio AM pela Rádio Educadora de Bragança, em 1941 foi fundada a Educadora FM que veio para suprir as aspirações da juventude, com uma programação diferenciada tanto musicalmente quanto jornalisticamente, mas ainda assim com o objetivo de educar. São 58 anos desde o começo dos trabalhos, sendo destaque e orgulho para o povo bragantino. 
Em 1951[carece de fontes?], no segmento de televisão, é inaugurado a emissora TV Educadora. Muitos anos depois, em 2001, a Fundação Educadora de Comunicação ganha uma concessão da ANATEL para uma retransmissora da TV Canção Nova. Também teve crescimento na área dos projetos, com o lançamento de programas nas emissoras de rádios da FEC, como o SERB e Projeto Aluno Repórter. 
A Fundação Educadora conta hoje com 25 colaboradores, entre eles, apresentadores, repórteres, técnicos de som e setor administrativo, e também com programação no ar 24 horas por dia e 7 dias por semana que atende aos mais variados públicos. A Fundação tem um compromisso com a verdade e é por isso que é a emissora de maior credibilidade da região, prestando serviço à comunidade com informação precisa e esclarecedora. 

## Segmentos

### Televisão
- TV Educadora

### Rádios
- Rádio Educadora
- Rádio Escola Rio Caeté